# Acromocoris
Acromocoris is een geslacht van wantsen uit de familie van de Corixidae (Duikerwantsen). Het geslacht werd voor het eerst wetenschappelijk beschreven door Bode in 1953.

## Soorten
Het genus bevat de volgende soorten:

- Acromocoris angustus Bode, 1953
- Acromocoris similis Popov, 1992